# Municipio de White Cloud (Misuri)
El municipio de White Cloud (en inglés: White Cloud Township) es un municipio ubicado en el condado de Nodaway en el estado estadounidense de Misuri. En el año 2010 tenía una población de 474 habitantes y una densidad poblacional de 3,44 personas por km².

## Geografía
El municipio de White Cloud se encuentra ubicado en las coordenadas 40°12′15″N 94°52′40″O / 40.20417, -94.87778. Según la Oficina del Censo de los Estados Unidos, el municipio tiene una superficie total de 137.69 km², de la cual 137,61 km² corresponden a tierra firme y (0,06 %) 0,08 km² es agua.

## Demografía
Según el censo de 2010, había 474 personas residiendo en el municipio de White Cloud. La densidad de población era de 3,44 hab./km². De los 474 habitantes, el municipio de White Cloud estaba compuesto por el 98,52 % blancos, el 0,21 % eran asiáticos, el 0,42 % eran de otras razas y el 0,84 % eran de una mezcla de razas. Del total de la población el 0,42 % eran hispanos o latinos de cualquier raza.